# Trackpoint

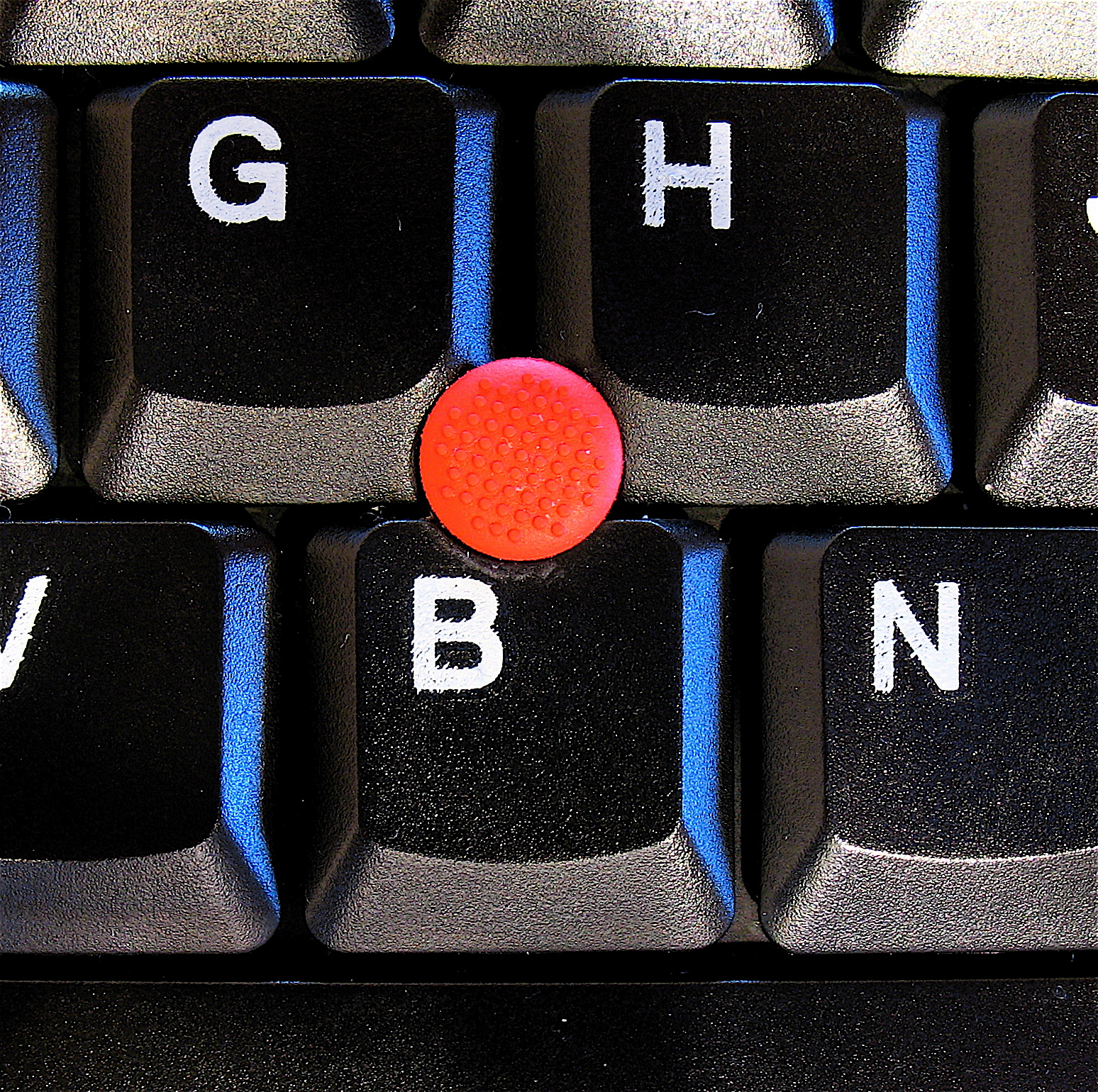
Trackpoint auf einer IBM-Tastatur

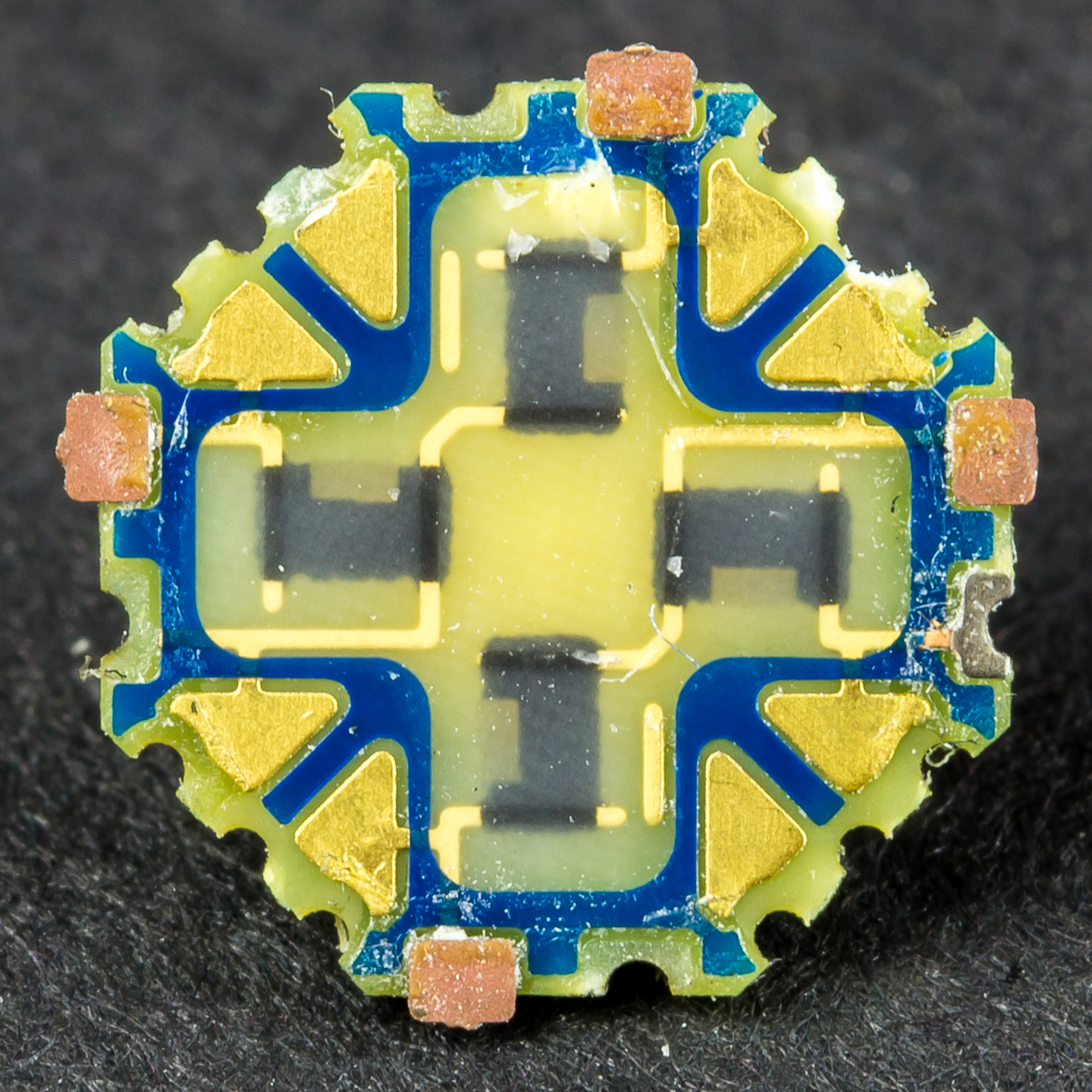
Detailansicht: Rückseite eines Trackpoints mit den Dehnungsmessstreifen (Größe: 8×8 mm)

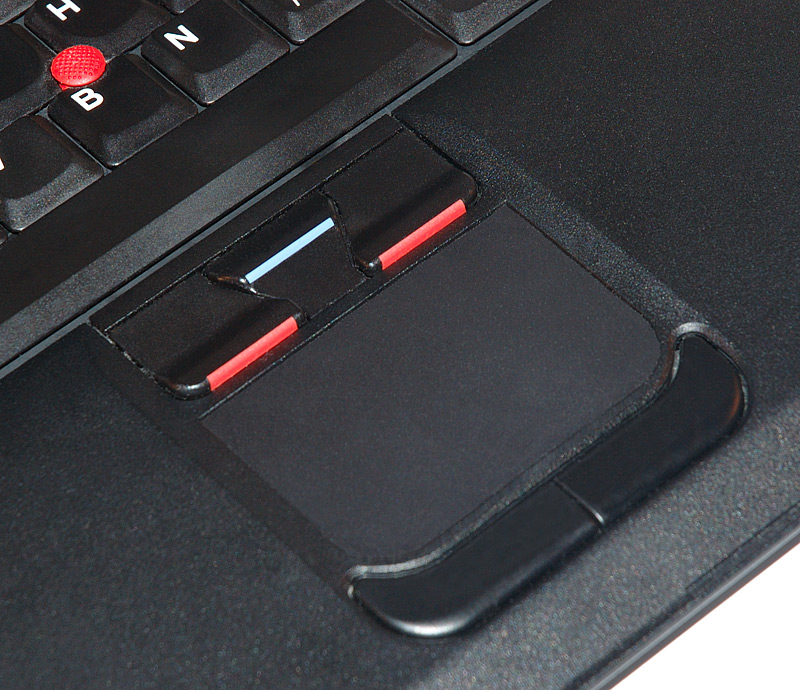
Trackpoint (oben links) in einem ThinkPad darunter ein Touchpad

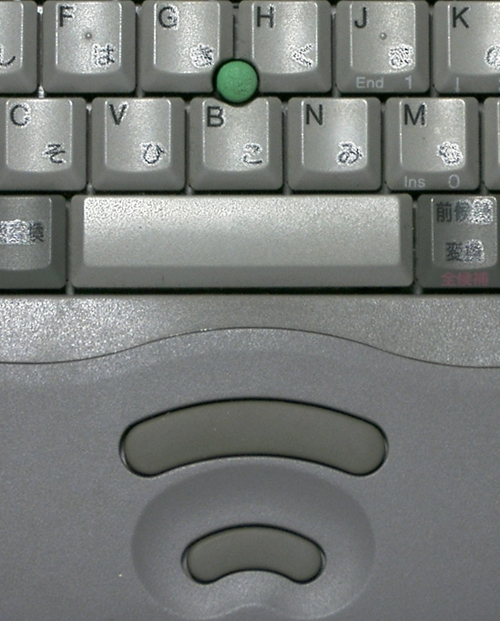
Ein „Trackpoint“ in einem Toshiba Laptop Mitte der 1990er. Die zwei Knöpfe unter der tastatur, funktionieren als Computermaus; der obere für den Linksklick, der untere für den Rechtsklick

Der TrackPoint ist eine Art kleiner Joystick, der in die Mitte einer Tastatur (immer zwischen den Tasten G, H und B) eingelassen ist und die Funktion einer Maus übernimmt. Er wurde 1984 vom IBM-Wissenschaftler Ted Selker erfunden. Die charakteristische rote Färbung des Trackpoints bei den IBM- und Lenovo-Geräten ist eine Idee des deutschen Industriedesigners Richard Sapper.
Die Funktionsweise ist ähnlich der eines Joysticks: Je stärker man ihn in eine Richtung drückt, desto schneller bewegt sich der Mauszeiger in diese Richtung. Anders als ein Joystick bewegt sich der Trackpoint aber kaum. Seine Funktion beruht auf der Messung der auf ihn ausgeübten Kraft mittels Dehnungsmessstreifen, die dadurch elastisch verformt werden. An ihnen liegt eine konstante Spannung an, und die resultierende Änderung des Stroms wird durch einen nachgeschalteten integrierten Schaltkreis in ein digitales Signal umgewandelt.
Eingesetzt werden TrackPoints zum Beispiel in Notebooks. Vorteile eines TrackPoints gegenüber einem Touchpad sind, dass man die Finger zur Mauszeigersteuerung nicht von der Tastatur nehmen muss und dass der Finger immer an derselben Position bleibt: Anders als beim Touchpad muss der Finger bei größeren Mausbewegungen nicht herumbewegt, ständig abgehoben und wieder aufgelegt werden. Auch lassen sich TrackPoints im Gegensatz zu Touchscreens problemlos mit Handschuhen bedienen.
Die Bezeichnung „TrackPoint“, ursprünglich ein Markenname von IBM, wurde inzwischen an Lenovo übertragen. Andere Hersteller verwenden für vergleichbare Lösungen Bezeichnungen wie „Accupoint“ (Toshiba), „Pointing Stick“ (Hewlett-Packard), „SensePoint“ (Asus), „TouchStyk“ (Synaptics) oder allgemein „Trackstick“ bzw. „Pointstick“.
IBM setzte in seiner ThinkPad-Reihe lange Zeit nur TrackPoints ein, während andere Hersteller eine Kombination aus Touchpad und TrackPoint anboten oder ausschließlich auf Touchpads setzten. Die Bezeichnung UltraNav steht für Lenovo ThinkPads mit TrackPoint und speziellem Touchpad.